# 泉州弁
泉州弁（せんしゅうべん）または和泉方言（いずみほうげん）は、大阪府南西部の泉州地域（旧和泉国）で話されている日本語の方言で、近畿方言の一種。

## 方言区分
1962年（昭和37年）に山本俊治は泉州の方言を次のように区分している（自治体名は現行のものに改めた）。山本は、泉北はほとんど摂津方言（大阪弁）に近い一方、泉南には和歌山方言に連なる特徴や漁村特有の言葉があり、「和泉方言の本場」と述べている。泉州と南河内の方言のつながりも濃い。
- 泉北方言（堺市・高石市・泉大津市・和泉市・忠岡町[2]）
- 泉南方言
  - 中和泉方言（岸和田市・貝塚市・泉佐野市・熊取町）
  - 南和泉方言（泉南市・阪南市・田尻町・岬町）

泉北方言は大阪市内の方言との同化が進んでおり、2009年（平成21年）、岸江信介は摂津・河内・泉北（特に堺市）の言語類似度がかなり高くなった一方、泉南は依然独自性を保っているとし、大阪府内の方言を「摂津・河内方言」（泉北含む）と「泉南方言」に二分することを提案している。
| 表現形式       | 摂津・河内・泉北   | 泉南             | 和歌山           |
| -------------- | ------------------ | ---------------- | ---------------- |
| してある       | したーる           | しちゃーる       | しちゃーる       |
| してやる       | したる             | しちゃる         | しちゃる         |
| 敬語「はる」   | 使用               | 不使用           | 不使用           |
| あるじゃないか | あるがな、あるやん | あらし、あらして | あらし、あらして |

## 発音
- 紀州ほどではないが、特に泉南の海岸部で、[d] と [r]（例：うどん→うろん、蓮根→でんこん）、[d] と [z]（例：むかで→むかぜ、財産→だいさん）、[ʒ] と [r]（例：人力車→りんりきしゃ、両方→じょーほー）の混同が起こる[5]（いわゆる「ざだら変換」）。
- 「わしとこ（私の所）→わいそこ」のように、[ʃ] の脱落とともにその後ろの [t] が [s] になることがある[6]。
- 伝統的な西日本方言の特徴のままに、「せ」が「しぇ」と発音される。人によっては「て」が「ちぇ」に近く発音されることもある。しかし、大体70歳を境としてこの発音は聞かれなくなっている。
- 泉南では「えい」の発音が「えー」とならず、二重母音としてはっきり発音される。

## 表現
- 泉南では「動詞の連用形＋て」に「おる」「ある」「やる」など母音・半母音から始まる補助動詞が付くと拗音形になる[7]。
  - 例：めしくちょる（飯を食っておる）[7]
  - 例：かーにかまれちゃら（蚊に噛まれてあるわ＝蚊に食われているよ）[7]
  - 例：おせちゃらい（教えてやるわい）[7]
  - 例：[いっちょ]い[で（行っておいで）[8]
- 進行態には「ている」が変化した「てる」を用いるが、有情物の存在動詞には「いる」よりも「いてる」を用いることが多く、「いてる」は「いちゃある」とも言う（岬町多奈川での調査による）[8]。
  - 例：おまえ [ほんな こ]と [ひて]んと [いて こ]い よー（あんたそんなことしてないで行ってきなさいよ）[8]
  - 例：（そのおじいさんは）さっ[き] [い]ちゃったよーに [お]もう で↗（さっき居たように思うよ）[8]
- 存在態・結果態には「てある」が変化した「ちゃある」を用いるが、存在態では「ちゃる」や「てある」とも言う（多奈川での調査による）[8]。
  - 例：[もー ちょ]と はよ [き]ちゃったら あえ[ちゃ]あんのに（もうちょっと早く来ていたら会えていたのに）[8]
  - 例：[きょ]ーとわ [おーかた いて き]ちゃあ[る] よ（京都はおおかた行ってきたよ）[8]
  - 例：お[ば]ーちゃん、[な]ふたおば つけ[ちゃ]あったん [どこ]い やったん（おばあちゃん、名札を付けてあった上衣をどこへやったの）[8]
- 大阪市内では「ねん」を盛んに用いるが、泉州で用いられるようになった歴史は浅く、1990年代の調査では泉州（特に岸和田市以南）の高齢者の多くが「ねん」について「聞くことはあるが使用しない」と答えている[9]。泉南でも若い世代は「ねん」を用いるが、過去形を作る際に「た」に直接「ねん」を付ける特徴がある（大阪市内では「てん」に変形させる）[9]。
  - 例：行ったねん（泉南）←→行ってん（大阪市）
- 貝塚市の一部などで「およんだ」（泳いだ）のようなガ行撥音便がある[10]。
- 泉南各地に「いまいたばかりやす」（今行ったばかりです）のような丁寧語「やす」がある[11]。
- 「皮ごと食べる」のような「ごと」に当たる接尾語に「ごし」を用いる（大阪市などでは「ぐち」）[9]。

### 待遇表現
大阪・京都・奈良など近畿中央部の諸方言には様々な助動詞・補助動詞を使った待遇表現があり、特に会話に登場する第三者に対して多用する特徴があるが、泉南にはその特徴がほとんど見られない。中井精一が1985-89年に高齢層を対象に行った調査では、家庭内での和やかな会話で「○○が来る」をどのように言うかという質問に、大阪市の高齢者は人物によって「きはる」「きやる」「くる」「きよる」を使い分けると答えているのに対し、岸和田市の高齢者は全ての場合で「くる」と答え、「きはる」は家庭内では用いず公的な場面で用いる表現と答えている。1990-91年に改めて30歳未満の女性を対象に同様の調査をした際も、大阪市の女性は○○が目上の人の場合「きはる」、友人や目下の人の場合「きやる」、犬などの場合「きよる」または「くる」と使い分けると答えているが、岸和田市の女性は全て「くる」と答えている。
話し相手に対する待遇表現は泉南にも様々あり、1976年の多奈川方言の報告では、高齢女性の相当丁寧な尊敬語「なした」、日常的な尊敬語「ておいでる」、同輩や目下への命令表現で主に女性が用いる「（や）んし」などが挙げられている。
- 例：[こーぜ]んじさんに [いっぺん たんねな]したら [ね]ー（興善寺さんに一度お尋ねになったらねえ）[8]
- 例：[ちょっ]と こ[こ]まで おこし[なして（ちょっとここまでお越しなさいまし）[8]
  - 泉北の堺市上神谷でも1960年代に老婦人が「まー おあがりなして」と言っていたという記録がある[13]。
- 例：[こーとか]んし よ（買っておきなさいよ）[8]
- 例：おま[え はな]し （この人に）[おせて あげ]やんし よ（あんたその話を教えてあげなさいよ）[8]

### 助詞
- 淡路弁などでもみられるが、係助詞「は」や終助詞「わ」が先行する語と融合する。「～ちゃあら」の「ら」も「ちゃある＋わし→ちゃあらし→ちゃあら」と変化したものとされる[14]。また、係助詞「は」と格助詞「が」の区別が曖昧で、共通語で「が」と言うところを「は」（もしくはそれが転訛した「や」）と言う。
  - 例：はら、まだとい（春はまだ遠い）
  - 例：めしゃまだか（飯はまだか）
  - 例：[りょ]ーばっかり [ひてる ひ]と か[ず] ありませ[な（漁ばかりしている人は多くはありませんわ）[8]
- 河内などと共通して、疑問の終助詞に「け」を用いる[15]。
  - 例：いけるんけ?
  - 例：一緒に行かへんけ?[15]
- 疑問詞疑問文の場合は「な」や「え/い」を用いる。「え」は優しく呼びかける表現としても用いる[15]。
  - 例：何すんな!（反語的に用いられやすい）
  - 例：誰にしょーえ（誰にしようか）（岸和田）[15]
  - 例：騒ぎないえ（騒がないでくださいよ）（岸和田）[15]
  - 例：ええ加減にあがりえー（いい加減に風呂からお上がりよ）（岸和田）[15]
  - 例：かなんがらはるえ（迷惑がられるよ）（堺）[15]
- 紀州と共通する表現として、泉南では「じゃないか」に相当する終助詞「わして」（前の語と融合して「なして」「らして」とも言う）[16]や勧誘・提案表現に付ける終助詞「ら」[15]を用いる。泉佐野市にはこれに因んだいこらもーる泉佐野という商業施設がある。
  - 例：しやないわして（仕方がないじゃないか）[16]
  - 例：ここにあらして（ここにあるじゃないか）[16]
  - 例：はよいこら（早く行こうよ）[15]
  - 例：きこまいらよ（聞かないでおこうよ）[8]
- 岸和田付近で記録された独特の終助詞に、「わし」（「わい/わえ」の一種）、「しや」（「しゃ（ー）」「しょ」などとも言う）、「せ」がある[15]。
  - 例：しょーがないわし[15]（しょうがないわい）
  - 例：用がないしや[15]（用がないよ）
  - 例：かーにかまれてらせ（蚊に食われているよ）[15]
- 原因・理由を表す接続助詞には「よって（に）」と「さかい（に）」「はかい（に）」がある。多奈川の高齢者への調査によると、「よって（に）」のほうが古くからの地元の言い方であり、「さかい（に）」「はかい（に）」は「さけ（に）」「はけ（に）」と言うほうが地元の言葉らしいという[8]。若い世代では共通語の「から」も広まっている[8]。
  - 例：[おんな]の こー [ひとり] ある[よっ]て な[い]より [まし]やけども [な]ー（女の子が一人あるから、ないよりましだけどねえ）[8]
  - 例：もー [わ]いたさけ [ふ]ろ いってー ちゅ わいせ[な]ー（「もう沸いたから風呂に入ってちょうだい」と言うよね）[8]
- 堺市と高石市では「（それで）ね」に当たる間投助詞がそれぞれ「（ほて）や」「（ほて）よ」となり、異なる。
- 「～（なんだ）よ」に当たる表現が、泉北では「～やけ」もしくは「～やか」、泉南では「～やし」または「～やしよ」になる。
- 泉南では間投助詞に「よ（ー）」を多用する。

## 逆ことば
岬町深日の漁師の間では、「大きい」を「小さい」、「多い」を「少ない」と言うなど、わざと反対の意味の言葉を使う「逆（さか）ことば」という言語文化がある。詳細は深日#文化を参照。

## 語彙
- おもしゃい[9] - 面白い。泉南地方。大阪市内や泉北で使われる「おもろい」に影響された、「おもしょい」や「おもしゃろい」という言い方もある[9]。(此の語彙に関しては阿波弁でも用いられている。)
- 深日（特に「浜手」と呼ばれる漁村集落）には、他地域の人には難解とされる単語が多い。うら（私）、われ（あなた）、あらくたい（荒っぽい）、がら（小石）、すがき（床下）、てんない（賄賂）、そこまめ（落花生）など[17]。

## 会話例
堺市の若い世代（2009年時点）を想定した会話例。
A「昨日のことなんやけどちょい聞いて」（昨日のことなんだけどちょっと聞いて）
B「どないしたん?」（どうしたの）
A「パッツンに追いかけられてん」（パトカーに追いかけられたんだ）
B「ホンマかいな! そらエグいな」（本当かい。それは大変だったね）
A「ホンマやて! バリエグかったし」（本当だよ。本当に大変だったよ）
B「さよか。ほてどないなってん?」（そうなんだ。それでどうなったの）
A「逃げたけど、ヤバかったわ」（逃げたけど、危なかったよ）
B「おつかれやな」（大変だったね）
高石市の50歳以上（2006年時点）を想定した会話例。
A「けや、ちみたいなあ」（今日は冷たいね/寒いね）
B「せや、零下いたちゅてるで」（そうだね。零下行ったっていうね）
A「そらさっぷいはずや」（それは寒いはずだ）
B「早よ家もって風呂でつくもろ」（早く家に戻って風呂で暖まろう）
A「しもた、家ちゃんとかいでこずや。ほな」（しまった、家、ちゃんと鍵かけてきてないぞ。じゃあね）
泉南地方の伝統的な方言形式を使用した会話例。
母「○○、外出んやったらよー、ニンジンとタマネギ買うてきちゃって! 買うてきてくれんやったらよー、かんご持って行きよー」
（○○、外へ出かけるのなら、ニンジンとタマネギを買ってきて! 買いに行ってくれるのなら、買い物籠を持って行きなよ）
娘「うち、これからツレとこ行くよっていやじょォ。おかんいきよー」
（私はこれから友達の家に行くから嫌だよ。お母さんが行きなよ）
母「そーけェ、にくそい子ォやのー。晩ごはんカレー作っちゃろかおもちゃあったのに、もォええわ」
（ああそう、かわいらしくない子だね。夕ご飯にカレーを作ってあげようかと思っていたのに、もう知らないわ）
娘「あいしょ、ほんまけ? ほたら楽しみにしてるよってに、作っちゃっちょう」
（ええっ本当? じゃあ楽しみにしているから、作ってあげてね（＝作って頂戴ね））
母「ほんま調子のええ子みぃ。うちでかしこいのは犬だけやしよー」
（本当に調子のいい子ねえ。我が家で聞き分けのいいのは犬だけだわ）
1990年（平成2年）に泉南市岡田で記録された、1909年（明治42年）生まれの女性が語る「三日帰り」という結婚式3日後に里帰りする習慣の話。
[さとが]えりゃー ここ[ら]ー [みっかが]えりと こー あった[さ]かい [な。
（里帰りは、この辺りでは、三日帰りと、こうあったからね）
[みっかが]えりって [な く[る]まに のっ]て [な もー [よめさんに き]たら [はじめわ] まー し[ろ]むく [きてー [ほいて ま]ー あのー し[ま]だに [ゆーけ]ろ [みっかが]えりに [まるあげに ゆ]ーて く[る]まに のっ]て [ほて みやげ] もっ[て さとが]えりに かいらひて もらいます]って [いぬ]んやし [な]ー。
（三日帰りというのはね、人力車に乗ってね、もう嫁さんに来たら、はじめはまあ、白無垢を着て、そしてまあ、あのう、島田に結うけど、三日帰りには、丸髷に結って人力車に乗って、そして土産を持って、里帰りに帰らしてもらいますって、行くんだよ）
[わ]かい よめさんらー [そんな こ]と [しぇ]ーへん もー。
（若い嫁さんたちは、そんなことしない、もう）

## 泉州弁とマスメディア
マスコミによって、日本各地の方言が紹介され、方言の書物も出版されているが、泉州弁に関しては、マスコミで報道されたり、書物が出版されることは少ない。
2011年（平成23年）下半期のNHK連続テレビ小説『カーネーション』は岸和田市が舞台であるが、方言指導において「関西ことば指導」とは別に「岸和田ことば指導」（林英世）も設けられ、岸和田市の泉州弁を細かく再現している。また、このドラマの主要キャストには泉州弁話者が多数起用されている（堺市出身の黒谷友香、和泉市出身の田丸麻紀、阪南市出身の星田英利、岸和田市出身の川崎亜沙美など）。
また、かつて南海電気鉄道の車内アナウンスにおいては「サザン」→「サダン」のように泉州弁混じりでアナウンスされることがあったが、関空の開港に伴い「空港連絡鉄道において方言のあるアナウンスは相応しくない。」との指摘が乗客からあったために撤廃された。

## 泉州弁を話す有名人
- 五十嵐サキ:お笑いタレント
- IKECHAN:歌手
- 池田夢見:歌手
- 今井雅子:脚本家
- 恵川守（がーどまん）:YouTuber
- 大上留利子:ゴスペルシンガー
- 大野愛果:作曲家
- かでなれおん:グラビアアイドル
- 川崎亜沙美:プロレスラー、女優
- 川田裕美:読売テレビアナウンサー
- 清原和博:元プロ野球選手
- 黒谷友香:女優
- 沢口靖子:女優。「タンスにゴンゴン」のCMに出演する際、市川準監督に「泉州弁でやったら?」と言われたことがきっかけで、丸出しの泉州弁でCM出演した。
- 神野美伽:演歌歌手
- 田丸麻紀:女優、タレント
- 寺本勲:声優・ナレーター
- 友保隼平:⁠芸人（金属バット）
- 中原アヤ:漫画家
- 夏目ナナ:女優、タレント
- 久川綾:声優
- 文屋範奈:ゴスペルシンガー
- 星田英利:お笑いタレント・俳優
- 前田ちあき:声優
- 町田康:作家
- 萬田久子:女優
- 宮本充:声優
- 室谷信雄:元吉本新喜劇座員
- 山田花子:吉本新喜劇座員
- 若本規夫:声優